# Kalix Bandy
Kalix Bandy ist ein schwedischer Bandyverein aus Kalix. Die Männermannschaft des Klubs aus Nordschweden spielte mehrere Jahre im höchsten schwedischen Liganiveau.

## Geschichte
Kalix Bandy entstand 1990 als Zusammenlegung der Bandyabteilungen von Nyborgs SK und IFK Kalix unter dem Namen Kalix-Nyborg BK. 1993 stieg die Mannschaft erstmals in die Bandyallsvenskan auf und konnte sich in den ersten beiden Spielzeiten für die Meisterschaftsendrunde qualifizieren, ohne dort eine nennenswerte Rolle zu spielen. Nachdem sie ab 1996 regelmäßig in der Abstiegsrunde teilnehmen musste, sich aber jeweils retten konnte, verpasste die Mannschaft 2001 den Klassenerhalt.
Mittlerweile in Kalix Bandy umbenannt, gelang dem Klub 2002 die Rückkehr ins schwedische Oberhaus. Hier trat sie erneut regelmäßig in der Abstiegsrunde an und verpasste 2005 erneut den Klassenerhalt. 2007 qualifizierte sie sich für die nun unterhalb der Elitserien zweitklassige Allsvenskan, in der sie auf Anhieb Meister wurde, jedoch in der Aufstiegsrunde scheiterte. 2010/11 wurde erneut der Meistertitel errungen und diesmal auch der Aufstieg in die erste Liga realisiert.